# Andrzej Celiński
Andrzej Bohdan Celiński (Varsavia, 26 febbraio 1950) è un politico e attivista polacco, di ispirazione socialista, è stato un esponente storico dell'opposizione al regime comunista di Jaruzelski, e dopo il 1989 ha ottenuto un seggio nel Sejm e il dicastero del Ministero della Cultura durante il governo di Leszek Miller, dal quale ha rassegnato le dimissioni il 2 luglio 2002.

## Biografia
Laureato all'Università di Varsavia in scienze sociali, entrò a far parte del Comitato di Difesa degli Operai ed in seguito di Solidarność, del quale è diventato ben presto uno dei leader principali. Ottenuta la carica di Senatore nel 1989 ha svolto l'incarico per due mandati, fino al 1993.
Dopo essere appartenuto al partito dell'Unione Democratica di Tadeusz Mazowiecki, confluì con il resto del partito nella nuova formazione politica di Unione della Libertà (Unia Wolnosci ), nel 1999 lasciò il partito come forma di dissidenza contro le numerose scelte politiche giudicate troppo conservatrici, per entrare a far parte dell'Alleanza della Sinistra Democratica, di cui è stato anche vicepresidente. Successivamente ha abbandonato anche quest'ultima formazione politica e,  insieme al Maresciallo del Sejm Marek Borowski, ha aderito a Socialdemocrazia di Polonia, con cui si è candidato per le elezioni del Sejm nel 2005 senza però essere rieletto.
In occasione delle elezioni parlamentari del 2007 l'SPDL si unì in una coalizione denominata Lewica i Democraci (Sinistra e Democratici) grazie alla quale è stato rieletto all'interno della Sejm.